# Asyneuma fulgens
Asyneuma fulgens là loài thực vật có hoa trong họ Hoa chuông. Loài này được (Wall.) Briq. mô tả khoa học đầu tiên năm 1931.